# الدوري الإنجليزي لكرة القدم 1980–81
الدوري الإنجليزي لكرة القدم 1980–81 (بالإنجليزية: 1980–81 Football League)‏ هو موسم من دوري كرة القدم الإنجليزي. فاز فيه أستون فيلا.